# Galàixino
Galàixino (en rus: Галашино) és un poble del krai de Perm, a Rússia, que en el cens del 2010 tenia 13 habitants.